# Monstrotyphis
Monstrotyphis là một chi ốc biển, là động vật thân mềm chân bụng sống ở biển thuộc họ Muricidae, họ ốc gai.

## Các loài
Các loài thuộc chi Monstrotyphis bao gồm:
- Monstrotyphis bivaricata (Verco, 1909)[2]
- Monstrotyphis carolinae (Houart, 1987)[3]
- Monstrotyphis imperialis (Keen & Campbell, 1964)[4]
- Monstrotyphis jardinreinensis (Espinosa, 1985)[5]
- Monstrotyphis montfortii (A. Adams, 1863)[6]
- Monstrotyphis pauperis (Mestayer, 1916)[7]
- Monstrotyphis singularis Houart, 2002[8]
- Monstrotyphis teramachii (Keen & Campbell, 1964)[9]
- Monstrotyphis tosaensis (Azuma, 1960)[10]
- Monstrotyphis yatesi (Crosse & Fischer, 1865)[11]